# تیجانا ماتیچ
تیجانا ماتیچ (انگلیسی: Tijana Matić؛ زادهٔ ۲۲ فوریهٔ ۱۹۹۶) بازیکن فوتبال اهل صربستان است.
وی همچنین در تیم ملی فوتبال Serbia بازی کرده‌است.